# Alberto Bombassei
Alberto Bombassei, né le 5 octobre 1940 à Vicence, est un chef d'entreprise et un homme politique italien, membre de Civici e Innovatori.

## Biographie
Fils de son fondateur, Alberto Bombassei dirige l'entreprise Brembo.
Élu député lors des Élections générales italiennes de 2013 avec Choix civique pour l'Italie, dont il est le vice-président, il en assure la présidence lorsque Mario Monti en démissionne le 17 octobre 2013. Il en démissionne lui-même le 10 avril 2014 tout en déclarant vouloir rester au sein du parti.
Opposé à la fusion de Choix civique avec l'Alliance libéral-populaire-Autonomies (ALA), il rejoint le nouveau groupe parlementaire Civici e Innovatori en octobre 2016, puis le groupe mixte en 2017.